# Thomas Wippenbeck
Thomas Wippenbeck, född 28 augusti 1907 i Gera, var en tysk SS-Rottenführer och vakt i fängelset Pawiak i Warszawa. På grund av sin grymhet och sadism fick han öknamnet "Pawiaks bödel".
I andra världskrigets slutskede greps Wippenbeck av de allierade men släpptes inom kort. År 1965 arresterades han av västtyska myndigheter men släpptes kort därpå. År 1972 ställdes Wippenbeck tillsammans med Ludwig Hahn inför rätta för förbrytelser begångna i Pawiak under kriget. Åtalet inbegrep bland annat mord och tortyr av fångar. Wippenbeck befanns skyldig till två fall av medhjälp till mord, men frikändes då rätten ansåg att han hade tvingats till dessa handlingar av överordnade.